# The Thorns
The Thorns ist eine US-amerikanische Rock-Gruppe, die 2002 als gemeinsames Projekt der drei Singer-Songwriter Shawn Mullins, Matthew Sweet und Pete Droge gegründet wurde.

## Bandgeschichte
Matthew Sweet, Pete Droge und Shawn Mullins, drei Multiinstrumentalisten, Musikproduzenten und Songwriter, kannten sich zunächst nur flüchtig, arbeiteten aber immer wieder mit denselben Menschen zusammen. Im Frühjahr 2002 entstand die Idee zu einem gemeinsamen Projekt, das zunächst nur im kleinen Rahmen stattfand, dann aber das Interesse des Labels Aware Records, welches das noch namenlose Projekt unter Vertrag nahm, weckte. Es entstanden die ersten Demoaufnahmen, die später von dem Produzenten Brendan O’Brien, dem Keyboarder Roy Bittan und dem Schlagzeuger Jim Keltner nachbearbeitet wurden. Der Name entstand eher durch Zufall, als der Rolling Stone im Interview das Lied Thorns mit dem Bandnamen verwechselte.
Das selbstbetitelte Debütalbum erschien am 7. Juli 2003 und erreichte Platz 62 der Billboard-Charts. In Deutschland tourten The Thorns im Sommer desselben Jahres als Vorgruppe der Dixie Chicks. In den USA tourte die Gruppe als Akustikprojekt und im Vorprogramm der Jayhawks sowie später mit John Mayer. Das Projekt spielte seitdem vereinzelt Konzerte.

## Musikstil
Ihr bislang einziges Album The Thorns ist im Rock/Folk-Rock beheimatet und stilistisch zwischen den Eagles, America und Crosby, Stills & Nash angesiedelt. Bemängelt wurden von Giuliano Benassi von Laut.de die etwas zu glatte Produktion und die fehlende Originalität.